# Bassem Srarfi
Bassem Srarfi (Túnez, 25 de junio de 1997) es un futbolista tunecino que juega en la demarcación de centrocampista para el Club Africain del Championnat de Ligue Profesionelle 1.

## Selección nacional
Hizo su debut con la selección de fútbol de Túnez el 23 de marzo de 2018 en un encuentro amistoso contra Irán que finalizó con un resultado de 0-1 a favor del combinado iraní tras el gol de Milad Mohammadi. El 2 de junio fue elegido por el seleccionador Nabil Maâloul para disputar la Copa Mundial de Fútbol de 2018.
Srarfi disputó un partido en la Copa Mundial de Fútbol de 2018, ingresando en el último minuto en la victoria de Túnez por 2 a 1 frente a Panamá.

## Clubes
| Club             | País    | Año       | Partidos | Goles |
| ---------------- | ------- | --------- | -------- | ----- |
| Club Africain    | Túnez   | 2015-2017 | 35       | 7     |
| O. G. C. Niza II | Francia | 2017      | 4        | 1     |
| O. G. C. Niza    | Francia | 2017-2020 | 67       | 4     |
| SV Zulte Waregem | Bélgica | 2020-2022 | 37       | 0     |
| Al-Arabi S. C.   | Kuwait  | 2023      |          | 2     |
| Club Africain    | Túnez   | 2023-     | 7        | 1     |